# Armstrong Siddeley Typhoon
Der Armstrong Siddeley Typhoon ist ein Pkw, den der britische Hersteller Armstrong Siddeley von 1946 bis 1949 auf Basis des ein Jahr vorher erschienenen Lancaster und als Nachfolger des 16-Six fertigte. Der Name setzte die Tradition der Firma fort, Pkw-Modelle nach Flugzeugmodellen von Hawker Siddeley aus dem Zweiten Weltkrieg zu benennen.
Das Fahrwerk hatte, wie beim Lancaster, vorne Einzelradaufhängung mit Drehstabfedern und hinten eine angetriebene Starrachse, die an Längsblattfedern aufgehängt war. Das Modell hatte ein teilhydraulisches Bremssystem von Girling. Die Vorderradbremsen waren hydraulisch betätigt, während an der Hinterachse Seil- und Gestängebremsen eingesetzt waren. Serienmäßig waren die Fahrzeuge mit Scheibenrädern ausgestattet.
Zunächst war ein obengesteuerter Sechszylindermotor mit 1991 cm³ Hubraum (Bohrung × Hub = 65 mm × 100 mm) eingebaut, der bei einer Verdichtung von 7:1 eine Leistung von 70 bhp (51 kW) bei 4200/min. lieferte. Dieser Motor stammte vom Vorgänger 16-Six. Ab 1949 ersetzte ihn ein Motor mit gleicher Charakteristik, aber 2309 cm³ Hubraum (Bohrung × Hub = 70 mm × 100 mm), einer Verdichtung von 6,5:1 und einer Leistung von 75 bhp (55 kW) bei 4200/min. Neben einem handgeschalteten Vierganggetriebe war auf Wunsch auch ein Vorwählgetriebe erhältlich.
Die zweitürige Coupé-Karosserie mit vier Sitzplätzen war in Gemischtbauweise erstellt. Auf einem Rahmen aus Eschenholz und Aluminium waren Aluminiumbleche befestigt. Die Wagen hatten hinten angeschlagene Türen, auch Selbstmördertüren genannt.
Bei seiner Vorstellung kostete der Typhoon auf dem Heimatmarkt £ 1214. Bis 1953 entstanden 1701 Exemplare des Typhoon.

## Armstrong Siddeley Tempest
Der Armstrong Siddeley Tempest war eine seltene, viertürige Variante des Typhoon und zugleich Prototyp des Whitley.
1949 entstanden sechs Exemplare, aber fünf davon wurden später von Armstrong Siddeley zurückgekauft und verschrottet. Das einzig verbliebene Exemplar (Zulassungsnummer: JHP 113) kaufte der inzwischen verstorbene Privatmann Les Clark in Ilkeston. Es hat einen 2,3-Liter-Motor und ein Vierganggetriebe. Die vorderen Türen des Viertürers sind hinten angeschlagen (Selbstmördertüren). Der Wagen ist dunkelblau/grau  lackiert (ursprünglich war er einfarbig schwarz) und war bis Anfang der 1990er-Jahre regelmäßig in Gebrauch. Sein heutiger Standort ist unbekannt, man nimmt aber an, dass er sich noch irgendwo im Vereinigten Königreich befindet.